# Lunch atop a Skyscraper
Lunch atop a Skyscraper (de l'anglais signifiant littéralement « déjeuner au sommet d'un gratte-ciel ») est une célèbre photographie attribuée à Charles Clyde Ebbets, prise en 1932 pendant la construction du RCA Building, qui est le principal bâtiment du Rockefeller Center. La photo représente onze ouvriers en train de déjeuner, assis sur une poutre qui pend à 240 mètres au-dessus du sol, sans la moindre sécurité. L'image, prise le 20 septembre, et parue dans le New York Herald Tribune dans le supplément du dimanche 2 octobre, semble avoir été organisée pour une publicité pour le Rockefeller Center.
Prise au niveau du 69e étage pendant les dernières semaines de la construction (le gratte-ciel comporte 70 étages), la photographie Resting on a Girder (« repos sur une poutre ») représente les mêmes ouvriers en train de faire une sieste sur une poutre.

## Identité de l'auteur
Le détenteur des droits de la photographie, la Bettmann Archive, ne reconnut pas Charles C. Ebbets comme son auteur avant octobre 2003 (selon certaines sources, après des mois d'enquête d'une agence de détectives privés). C'est pourquoi, encore aujourd'hui, nombre de reproductions indiquent toujours « auteur inconnu ».

## Identité des figurants
L'identité des ouvriers est restée longtemps inconnue, et c'est encore le cas pour la plupart d'entre eux. En 2012, deux  ouvriers sont identifiés comme étant Joseph Pocker et Joe Curtis. Certains ouvriers, travaillant sans papier sur le chantier, et donc à l'identité difficile à prouver, sont cependant en cours de reconnaissance ; c'est par exemple le cas de Natxo Ibargüen, jeune Basque espagnol (deuxième en partant de la gauche, allumant la cigarette de son collègue).

## Dans la culture populaire
- La série d'animation américaine Les Simpson parodie la photographie à deux reprises dans ses gags du canapé, dans l'épisode Pour l'amour de Lisa et Le Chien-chien à son Homer et également lors d'une scène de l'épisode Voyage au bout de la peur.
- Dans le film d'animation Moi, moche et méchant 2, les Minions mangent disposés de cette manière[8].
- Dans le jeu Kingdom Hearts 2, un niveau du monde La Rivière Temporelle fait allusion à cette scène.
- Dans le jeu de cartes à collectionner Magic, une carte, appelée Ascendance des Riveteurs, fait allusion à cette photographie.

### Documentaire
- Déjeuner en haut d'un gratte-ciel (en) (Men at Lunch), film documentaire de Sean O'Cualain, Irlande, 2013. Ce documentaire de 55 minutes explore tous les aspects techniques, historiques et sociologiques de cette célèbre photo[9]. Il a été diffusé le 5 janvier 2015 à 23h55 sur France 5.